# International Committee of Memorial Museums in Remembrance of the Victims of Public Crimes
Das International Committee of Memorial Museums in Remembrance of the Victims of Public Crimes (IC MEMO, deutsch Internationales Komitee von Gedenkstätten für Opfer staatlicher Gewalt) ist ein Komitee des International Council of Museums (ICOM), welches im Juli 2001 gegründet wurde.

## International Council of Museums
Das International Committee of Memorial Museums in Remembrance of the Victims of Public Crimes ist eines der insgesamt 30 internationalen Komitees des International Council of Museums (ICOM), welches enge Beziehungen zur UNESCO unterhält und mit ihr zusammenarbeitet; Sitz des Komitees ist im UNESCO-Hauptquartier in Paris.

## Gründung
Das Komitee wurde 2001 ins Leben gerufen, um für die internationale Zusammenarbeit eine geeignete und professionelle Plattform zu schaffen. Die Mitglieder des Komitees vertreten Museen und Gedenkstätten unterschiedlicher Art für die Opfer von Holocaust, Apartheid, Gewaltherrschaft, Militärdiktatur und Bürgerkrieg. Dabei versuchen sie, die komplexen Erkenntnisse und Einblicke in Verbrechen gegen die Menschlichkeit zu verschiedenen Zeiten und unterschiedlichen Voraussetzungen der Öffentlichkeit zugänglich zu machen.

## Zielsetzung
Die Ziele der beteiligten Gedenkstätten sind das Gedenken der Opfer staatlicher Gewalt, sozialer Unterdrückung und ideologisch motivierter Kriminalität, zumeist befinden sich die Gedenkstätten an den historischen Orten des Geschehens oder aber an von Überlebenden dieser Gewalt gewählten Plätzen. Aus diesem Grunde setzte sich dieses verhältnismäßig junge Komitee das verantwortete Gedenken der Geschichte und die Förderung des Dialogs zum Ziel, um eine Kultur des Friedens zu fördern in der Gestalt, dass mittels Bildung und Erkenntnissen über die historischen Ereignisse die Fähigkeit zur Analyse vor dem Horizont der Geschichte weitergegeben wird, um die Geschichte zu lehren und an sie zu erinnern.

## Bekannte Mitglieder
Bekannte Mitglieder der Kommission sind etwa Jan Erik Schulte, Hannah-Arendt-Institut für Totalitarismusforschung, derzeitiger Vize-Präsident der Kommission für die Wahlperiode 2011–2013, und Christiane Hoss, Generalsekretär und Schatzmeister des Komitees für die Wahlperiode 2011–2013 sowie Norbert Haase und Marcus Ohlhauser als Vorstandsmitglieder des Komitees.